# NGC 3056

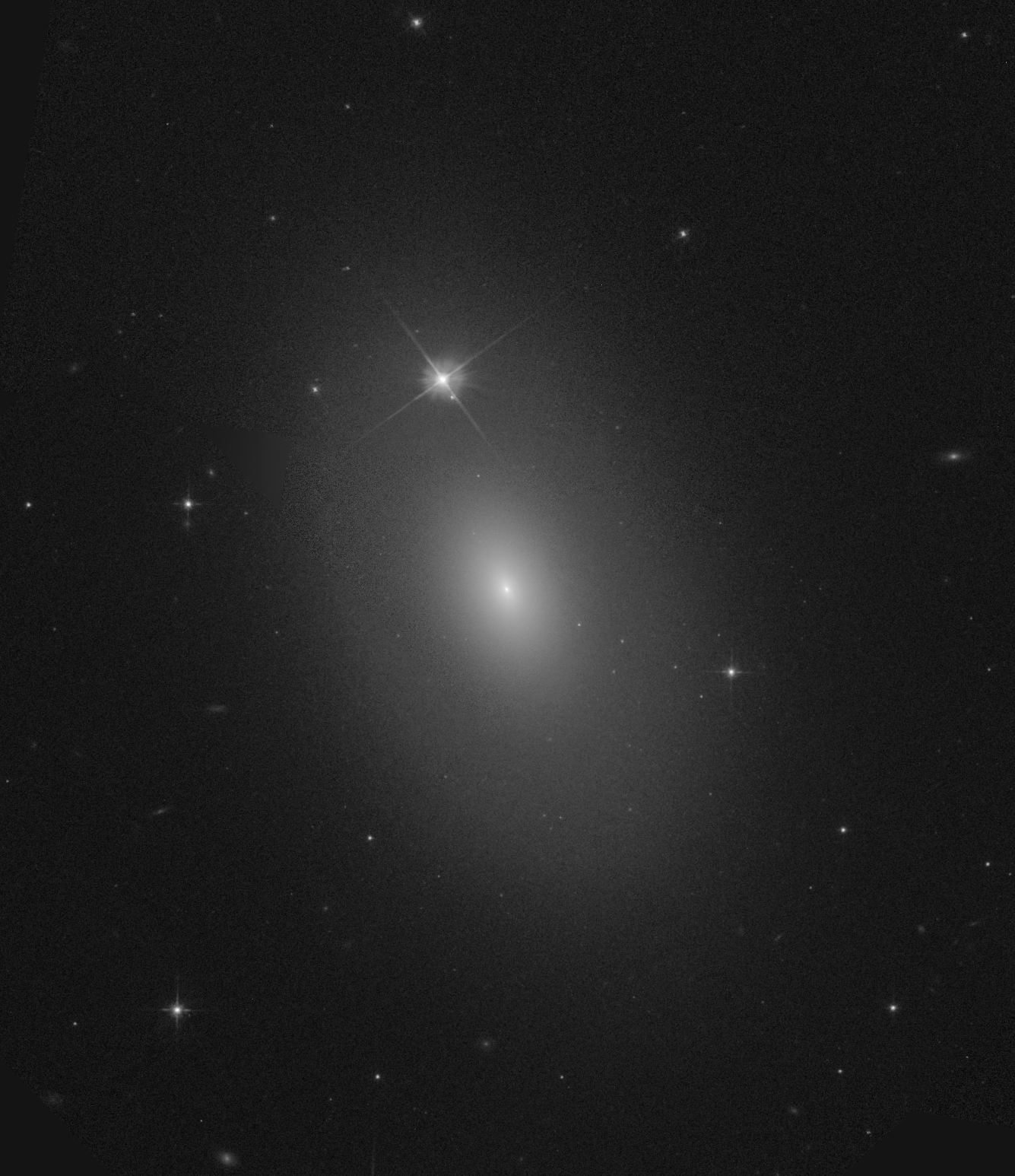
NGC 3056 par le télescope spatial Hubble.

NGC 3056 est une galaxie lenticulaire située dans la constellation de la Machine pneumatique. NGC 3056 a été découverte par l'astronome britannique John Herschel en 1835.

## Caractéristiques
Sa vitesse par rapport au fond diffus cosmologique est de 1 300 ± 23 km/s, ce qui correspond à une distance de Hubble de 19,18 ± 1,39 Mpc (∼62,6 millions d'al).
À ce jour, six mesures non basées sur le décalage vers le rouge (redshift) donnent une distance de 11,393 ± 1,926 Mpc (∼37,2 millions d'al), ce qui est à l'extérieur de la distance de Hubble. Puisque cette galaxie est relativement rapprochée du Groupe local, il est probable que cette valeur soit plus près de la distance réelle de NGC 3056. Notons que c'est avec la valeur moyenne des mesures indépendantes, lorsqu'elles existent, que la base de données NASA/IPAC calcule le diamètre d'une galaxie.
NGC 3056 présente une large raie HI.